# 松江菓子博
松江菓子博（まつえかしはく）は、1989年（平成元年）に島根県松江市で開催された第21回全国菓子大博覧会。松江市制100周年記念事業として企画、開催された。

## 概要
- 正式名称 - 第21回全国菓子大博覧会
- 略称 - 松江菓子博'89
- テーマ - お菓子が結ぶふれあい世界
- 会期 - 1989年（平成元年）4月23日〜5月14日 22日間
- 会場及び会場規模 - 島根県松江市西川津町・北公園特設会場 約8ヘクタール
- マスコットキャラクター - アッパレくん
- 主催 - 松江市、島根県菓子工業組合
- 協賛 - 全国各都道府県菓子工業組合、全国菓子工業組合連合会、全日本菓子協会、全日本洋菓子工業会、日本洋菓子協会連合会、全国菓子諸団体、全国菓子問屋組合連合会、全国菓子小売商業組合連合会、関連産業各団体
- 後援 - 農林水産省、外務省、厚生省、通商産業省、郵政省、労働省、自治省、経済企画庁、食糧庁、中小企業庁、島根県、島根県教育委員会、松江市教育委員会、島根県商工会議所連合会、松江市商工会議所、島根県商店会連合会、山陰観光連盟、島根県観光連盟、NHK松江放送局、（株）山陰中央新報社、朝日新聞社、産経新聞社、新日本海新聞社、中国新聞社、日本経済新聞社、毎日新聞社、読売新聞社、山陰中央テレビ放送（株）、（株）山陰放送、日本海テレビジョン放送（株）、（株）エフエム山陰、日本電信電話（株）、（株）日本旅行、（株）日本エアシステム、全日本空輸（株）、西日本旅客鉄道（株）、島根県農業協同組合中央会、松江市農業協同組合、（株）山陰合同銀行、（株）松江相互銀行、しまね信用金庫、松江観光協会、松江商店会連合会、松江旅館組合、島根県労働組合評議会、島根県労働総同盟、日立金属労働組合安来支部、松下電器産業組合松江支部

## 入場料
|      | 大人   | 高校生 | 小中学生 |
| ---- | ------ | ------ | -------- |
| 個人 | 1200円 | 1000円 | 800円    |
| 団体 | 1000円 | 800円  | 500円    |

## パビリオン
全国菓子めぐり館
- 全国47都道府県の菓子工業組合や、17の全国組織団体、2つの菓子学校、台湾の3団体のお菓子5万点を展示。展示してあるお菓子は、その場で申し込めば、宅配業者が全国各地へ直送する。
- 生花展は、松江市内の池坊、小原流、松月堂古流、草月流による生花が約30点出品されている。
- 人形展は、木目込人形やひな人形、五月人形、尾山人形、能人形、押絵など約100点を展示。他に、「小学生壁画展」も。

工業菓子館
- 松江市総合体育館の館内をパビリオンとして展示した。
- 全国のお菓子職人が、砂糖、寒梅粉、餡などを調合して作った材料で、様々な日本の四季折々の風景を、本物そっくりに再現した工芸菓子や、ビスケットやクッキーなど洋菓子の材料を使った工芸菓子などの作品103点を展示する。

世界のお菓子館
- 同じく松江市総合体育館の館内で、洋菓子の本場であるフランス、ベルギー、スペイン、スイス、オーストリア、西ドイツ（当時は東西併合前だった）の6カ国から菓子職人が来日し、お菓子作りのデモンストレーションを披露する。
- 「フランス」……フランス最優秀職人のフォンテーヌ・ルネ、ジェラール・ベルーエが来日（4月23日から26日）
- 「ベルギー」……マルク・ドゥバイコール、ジェフ・アンドレ・ダムが来日（4月27日から29日）
- 「スペイン」……フランシスコ・トレブラニカ・ガルシヤ、ホセ・バセルス・パジャレスが来日（4月30日から5月2日）
- 「スイス」……マックス・ミュレール、エルヴィン・ラエスが来日（5月3日から6日）
- 「オーストリア」……菓子職人マイスターのトーマス・パイントナー、ルベルト・クラウスが来日（5月7日から10日）
- 「西ドイツ」……菓子職人マイスターのクルト・シンドラー、ユンゲル・ラックナーが来日（5月11日から23日）

関連産業館
- 1号館と2号館は松江市総合体育館の側に作られた大型テント、3号館は体育館の別棟をパビリオンとした。
- お菓子の原材料や製菓機械の関連企業69社が出展し、お菓子を機械で製作する工程などを実演展示した。

ふるさと館
- 出店：松江名産センター、島根県特産協会、島根県経済農業協同組合連合会
- 大型テントの中に、島根県の特産品を展示販売する。実演販売やイベントコーナー、宅配コーナーも。

サウンドサーカスNTT館
- 出展：NTT松江支店
- 第1ゾーン「サウンドサーカス」では、スライド映像やレーザー光線、スモークやエフェクマシーンを組み合わせた体験映像。宇宙の始まりから生命の誕生、自然と人の暮らし、未来への希望をイメージした音と映像のショーを上映。
- 第2ゾーンでは、音をテーマにしたプレイゾーン「音の広場」と、NTTの通信システムを使ったテレコントロール・テレビ会議システムなどの参加型コミュニケーションゾーン「ふれあい広場」がある。

TSK・富士通シアター
- 出展：TSK、富士通（株）
- 国際科学技術博覧会の富士通館で上映された3D・CG映画「ザ・ユニバース」を、幅8m、高さ6mのスクリーンで上映する。

松下電器・スパーキーのハイビジョンシアター
- 出展：松下電器（株）
- 150インチのスクリーンに、ロボットのスパーキーが少年と一緒に宇宙の冒険を繰り広げる「チャーリーとスパーキーの冒険」を上映する。監督はSFX映画の巨匠、ジョージ・ルーカス。
- 「AVCプレイゾーン」では、松下電器のAVC機器などを紹介展示し、衛星放送やパソコンゲームなどが体験できる。

中国電力館
- 出展：中国電力（株）
- 拍手や音に反応する「光の神殿」、光ファイバーの造形「ファイバーオブジェ」、拍手に反応する「スモークレーザー」、他に「音の放電球」「エレクトドラム」「カレイドスコープ」などを展示。

ドリーム館
- 出展：江崎グリコ（株）、カネボウ（株）、カルビー（株）、カンロ（株）、（株）不二家、明治製菓（株）、森永製菓（株）、山崎製パン（株）、ロッテ（株）
- 出展お菓子メーカー9社の各ブースで、それぞれの商品の展示など。他に巨大迷路や、抽選によるお楽しみプレゼントもある。

## その他施設
お茶席
- 会場内を流れる京橋川に面した、200人収容のお茶席

時代通り
- 江戸時代の城下町・松江を再現した、平屋、中二階建てのお店が並び、出雲そば・お茶・カマボコの実演販売、各種民芸品、山陰や松江の名産品、土産物の販売を行っている。
- 時代劇の扮装写真館や矢場などのゲームコーナー、大道芸や忍者ショーなどもある。

エトランゼ通り
- 洋風の町並みを再現し、スナック類やピザ、クレープ、アイスクリーム、ホットドッグ、たこ焼き、焼きそばなどの店が立ち並ぶ。
- 工芸品やおもちゃ、テレホンカード、記念切手や絵ハガキなどのショッピング店や、宅配便の受付もある。

プレイランド
- 遊具……「スーパーチェア」「ドラゴンコースター」「ミステリーハウス」「アポロ2000」「スカイメリー」「アストロライナー」「カーニバルプラザ」「サファリペット」「フアフアゴリラ」「ゲームコーナー」「バッテリーカー」 全て有料

出雲の国の神話
- 島根県のアマチュア画家集団「アート・ジモク会」による、ベニヤ板20枚をキャンバスにした大壁画。中央広場の藤棚の下に飾られる。
- 「オロチ退治」「国引き」「因幡の白兎」「加賀の潜戸伝説」「白石伝説」「国譲り」の6つの出雲の神話を描いている。

レストラン

## イベントステージ
《4月》
- 酒井法子オン・ステージ(4/23)
- 遠藤お直ショー（4/24〜27）
- 小沢陽子ショー（4/24〜27）
- 演歌・東山明美、あすか恵美ショー(4/28)
- 正司敏江・玲児ショー(4/29)
- 「アッパレ演歌！坂本冬美とともに」(4/30)

《5月》
- 松本典子コンサート(5/3)
- 「BSSスィートミントコンサート」ゲスト：ダ・カーポ、細川直美、山陰放送少年少女合唱団(5/3)
- 岸田智史ショー(5/5)
- リオのカーニバル(5/5)
- すぎやまこうじ・シャボン玉ショー(5/7)
- 大西結花ショー(5/7)
- 爆笑・コロッケショー(5/8)
- 鈴木美加ショー（5/9〜12）
- 「ひらけ!ポンキッキショー」(5/13)
- 「輝け！第12回日本民謡大賞 島根県・鳥取県大会」ゲスト：尾形大作(5/13)
- 「希望はるか 100年松江 ダーク・ダックスとともに」(5/14)

## 参考資料
- 松江菓子博'89公式ガイドブック（第21回全国菓子大博覧会実行委員会）
- 松江菓子博'89パンフレット各種